# 雷門 (台東区)

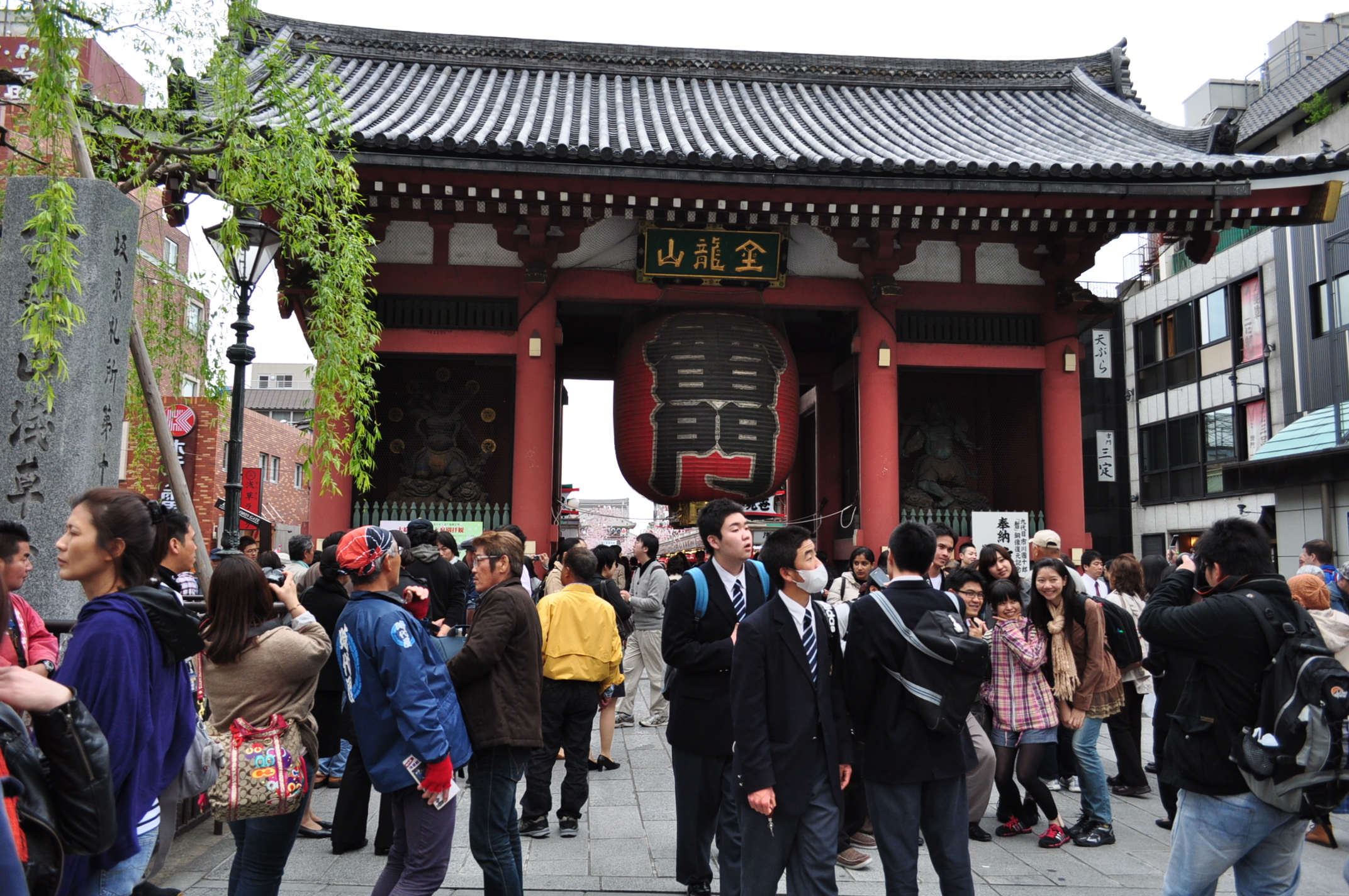
浅草寺雷門

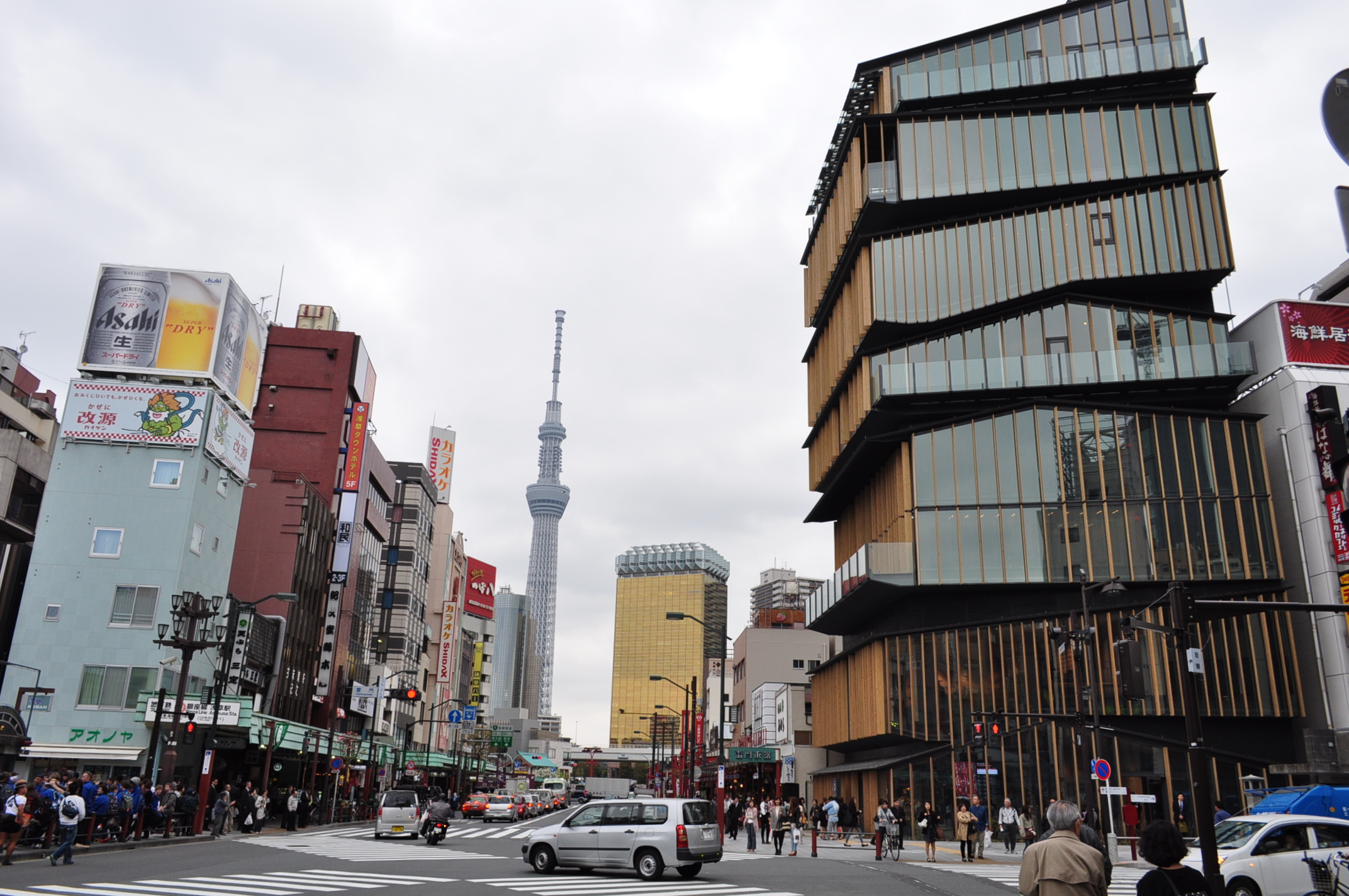
雷門前から東を望む（右側の建物は「浅草文化観光センター」）

雷門（かみなりもん）は、東京都台東区の地名。現行行政地名は雷門一丁目および雷門二丁目。住居表示実施済区域。

## 地理
台東区の東部、浅草地域に位置する。町域の東部は隅田川になりこれを境に墨田区吾妻橋になる。南部は浅草通りに接しこれを境に台東区駒形・台東区寿にそれぞれ接する。西部は国際通りに接し、これを境に台東区西浅草に接する。北部は雷門通りに接し、これを境に台東区浅草・台東区花川戸にそれぞれ接する。南北方向に雷門仲通り、並木通り、江戸通りがそれぞれ縦貫する。浅草繁華街の一角を担っており、高層建造物や商業施設が多く建造されている。なお浅草寺の雷門は住所上は雷門通りを挟んだ台東区浅草になる。浅草寺の前は普段から人通りは多いが、特に休日になると観光客などで賑わう。

## 歴史
いうまでもなく、風雷神門の通称である「雷門」に因んで付けられた町名。1924年（昭和9年）、浅草材木町、浅草並木町、浅草茶屋町、浅草東仲町、浅草西仲町、浅草三間町、浅草北仲町、浅草馬道町、浅草公園地、浅草花川戸町が整理・統合されて、「浅草雷門」が誕生した。ただしこの当時、雷門自体は常設の門が無く、同じ場所に時折仮設の門が建立されていた（現在の恒久門建立は1960年〈昭和35年〉）。1965年（昭和40年）の住居表示制度の導入に伴い、現在の「雷門1・2丁目」と「浅草1・2丁目」に分かれ、部分編入された。それまでの浅草雷門が消滅して、新しい「雷門」が誕生した。町名としての雷門は引き継がれているが、その町域が変わった。

## 世帯数と人口
2025年（令和7年）3月1日現在（台東区発表）の世帯数と人口は以下の通りである。
| 丁目       | 世帯数    | 人口    |
| ---------- | --------- | ------- |
| 雷門一丁目 | 814世帯   | 1,320人 |
| 雷門二丁目 | 885世帯   | 1,399人 |
| 計         | 1,699世帯 | 2,719人 |

### 人口の変遷
国勢調査による人口の推移。
| 年                 | 人口  |
| ------------------ | ----- |
| 1995年（平成7年）  | 2,077 |
| 2000年（平成12年） | 2,135 |
| 2005年（平成17年） | 2,544 |
| 2010年（平成22年） | 2,958 |
| 2015年（平成27年） | 2,890 |
| 2020年（令和2年）  | 2,895 |

### 世帯数の変遷
国勢調査による世帯数の推移。
| 年                 | 世帯数 |
| ------------------ | ------ |
| 1995年（平成7年）  | 903    |
| 2000年（平成12年） | 990    |
| 2005年（平成17年） | 1,237  |
| 2010年（平成22年） | 1,640  |
| 2015年（平成27年） | 1,616  |
| 2020年（令和2年）  | 1,729  |

## 学区
区立小・中学校に通う場合、学区は以下の通りとなる（2023年9月現在）。
- 区域 : 一丁目〜二丁目　全域
  - 小学校 : 台東区立田原小学校
  - 中学校 : 台東区立浅草中学校

## 交通
鉄道駅として町域東部の吾妻橋交差点下に東京メトロ銀座線浅草駅がある。また、町域南東端の駒形橋西詰交差点下に都営地下鉄浅草線浅草駅がある。西部方面には西浅草にある銀座線田原町駅とつくばエクスプレス浅草駅が、北部方面には花川戸にある東武スカイツリーライン浅草駅がありそれぞれ利用される。他に、浅草近辺で発着する台東区循環バス「東西めぐりん」をはじめとしたバス路線を利用できる。また、雷門の交差点前には車200台が収容可能な雷門地下駐車場がある（地下3層）。

## 事業所
2021年（令和3年）現在の経済センサス調査による事業所数と従業員数は以下の通りである。
| 丁目       | 事業所数  | 従業員数 |
| ---------- | --------- | -------- |
| 雷門一丁目 | 163事業所 | 1,357人  |
| 雷門二丁目 | 286事業所 | 2,907人  |
| 計         | 449事業所 | 4,264人  |

### 事業者数の変遷
経済センサスによる事業所数の推移。
| 年                 | 事業者数 |
| ------------------ | -------- |
| 2016年（平成28年） | 452      |
| 2021年（令和3年）  | 449      |

### 従業員数の変遷
経済センサスによる従業員数の推移。
| 年                 | 従業員数 |
| ------------------ | -------- |
| 2016年（平成28年） | 4,447    |
| 2021年（令和3年）  | 4,264    |

## 施設
- 浅草寺駒形堂
- 浅草文化観光センター

台東区が設置する観光案内施設。近隣や区内の観光情報などの提供のほか、展望テラス・団体旅行に対応したスペース・会議室などを設置している。案内カウンターは多言語に対応している。
- 東京都台東都税事務所
- 台東区立田原小学校

## その他

### 日本郵便
- 郵便番号 : 111-0034[3]（集配局 : 浅草郵便局[14]）。